# Boreopterus
Boreopterus – pterozaur z grupy pterodaktyli żyjący w okresie kredowym (barrem – apt).

## Nazwa
Nazwa rodzajowa pochodzi z języka greckiego i oznacza „północne skrzydło”.

## Odkrycie i opis
Szczątki tego zwierzęcia odkryte zostały w formacji Yixian w chińskiej prowincji Liaoning. Znaleziono prawie kompletny szkielet, włączając w to czaszkę mierzącą 235 mm. Rozpiętość skrzydeł wynosiła zaś 1,45 m. Zęby – szczególnie 9 przednich par – były dosyć duże jak na przedstawiciela grupy Ornithocheiroidea, ząb trzeci i czwarty są największe. W sumie zaś w szczęce i żuchwie było ich po 1 stronie 27, co jest dość dużą liczbą.

## Klasyfikacja
Chociaż przynależność opisywanego zwierzęcia do ornitocheirów została potwierdzona w publikacjach, może on jednak tworzyć własny klad razem z rodzajem Feilongus. Nowe badania sugerują umieszczenie tego pterozaura razem ze wspomnianym rodzajem Feilongus w osobnej rodzinie Boreopteridae.

## Gatunki
*Boreopterus cuiae